# Estação Tlatelolco
A Estação Tlatelolco é uma das estações do Metrô da Cidade do México, situada na Cidade do México, entre a Estação La Raza e a Estação Guerrero. Administrada pelo Sistema de Transporte Colectivo, faz parte da Linha 3.
Foi inaugurada em 20 de novembro de 1970. Localiza-se no Eixo 2 Norte. Atende o bairro Tlatelolco, situado na demarcação territorial de Cuauhtémoc. A estação registrou um movimento de 7.857.136 passageiros em 2016.